# João Manuel Gonçalves Lourenço
João Manuel Gonçalves Lourenço (Lobito, 5 de març de 1954) és el President d'Angola des del 26 de setembre de 2017.

## Biografia
Llicenciat en història, va passar per diverses posicions dins del partit i a l'estat angolès, inclòs com a diputat a l'Assemblea Popular entre 1984 i 1992, president del Grup Parlamentari del MPLA entre 1993 i 1998 i primer vicepresident de l'Assemblea Nacional entre 2003 i 2014.
Des de desembre de 2016, considerat el successor de José Eduardo dos Santos en el lideratge del partit Moviment Popular per l'Alliberament d'Angola (MPLA) i en la presidència d'Angola.
El 3 de febrer de 2017 en la tercera reunió ordinària del MPLA fou anunciat oficialment com a cap de llista del MPLA a les eleccions legislatives d'Angola de 2017 en comptes del candidat esperat, Manuel Vicente. El MPLA va guanyar les eleccions i Lourenço fou proclamat com a tercer President d'Angola. També va guanyar les Eleccions generals d'Angola de 2022, renovant el seu mandat.